# I Am Heath Ledger
I Am Heath Ledger è un film documentario del 2017 diretto da Derik Murray e Adrian Buitenhuis.
Il documentario è incentrato sulla vita e la carriera dell'attore australiano Heath Ledger, in vista del decennale della sua prematura scomparsa il 22 gennaio 2008 a New York.

## Trama
Il documentario alterna le interviste a familiari, amici intimi e d'infanzia dell'attore Heath Ledger alla sua vita e carriera: dalla sua infanzia di appassionato di teatro a Perth fino ai primi ruoli televisivi e cinematografici a Sydney, dalla sfolgorante carriera nel cinema statunitense alla fine degli anni '90, fino alla sua improvvisa morte a soli 28 anni il 22 gennaio 2008, a Manhattan, per un'accidentale overdose di farmaci. La sua improvvisa scomparsa scioccò il mondo dello spettacolo, giunta dopo la fine delle riprese de Il cavaliere oscuro, che gli valse un Premio Oscar postumo. 
Tra gli intervistati compaiono il padre Kim Ledger e la madre Sally Bell, le sorelle Olivia, Kate e Ashleigh, gli amici e colleghi come Ben Harper, Ben Mendelsohn, Emile Hirsch, Djimon Hounsou, Justin Vernon dei Bon Iver, Gerry Grennell, Matt Amato, N'fa, Trevor Di Carlo, ed ex amori come Naomi Watts e Christina Cauchi, il suo agente e registi come Catherine Hardwicke e Ang Lee, che contribuì a fargli raggiungere il successo con I segreti di Brokeback Mountain. Nel documentario ci sono poi foto e video inediti realizzati dallo stesso Heath nel corso della sua vita.

## Produzione
La famiglia Ledger accettò di partecipare al documentario dopo la "benedizione" al progetto dell'ex compagna Michelle Williams (benché assente) e il coinvolgimento di Matt Amato, grande amico del figlio.

## Distribuzione
Il lungometraggio è stato presentato al Tribeca Film Festival il 23 aprile 2017, è uscito nelle sale statunitensi a partire dal 3 maggio 2017 in un circuito limitato ed è approdato sul canale Spike TV il 17 maggio 2017. Il documentario è stato poi distribuito su Prime Video.

## Accoglienza
L'aggregatore di recensioni Rotten Tomatoes riporta l'86% di recensioni positive.